# Wadzim Papou
Wadzim Papou (biał. Вадзім Аляксандравіч Папоў, ros. Вадим Александрович Попов; ur. 5 lipca 1940 w Diemidowie koło Smoleńska) – białoruski działacz partyjny i polityk, przewodniczący Izby Reprezentantów Zgromadzenia Narodowego Republiki Białorusi (2000-2004, 2007-2008). 